# Superficies solo cedit
Superficies solo cedit (łac. To, co jest na powierzchni, przypada gruntowi) – rzymska zasada prawna odnosząca się do związania własności budynku (oraz innych rzeczy połączonych z gruntem) wzniesionego na gruncie z własnością tego gruntu, tj. co do zasady częścią składową gruntu są wszystkie rzeczy, a także rośliny, trwale złączone z tą nieruchomością ziemską. 
W polskim porządku prawnym zasada uregulowana jest w art. 48 i 191 kc, aczkolwiek ta nie ma charakteru bezwzględnie obowiązującego – w pewnych warunkach nieruchomości wzniesione na cudzym gruncie nie są związane z własnością gruntu (np. obiekty wybudowane na gruncie oddanym w użytkowanie wieczyste, rodzinne ogrody działkowe).